# Abubakari Damba
Abubakari Damba aussi appelé Abukari Damba, né le 30 décembre 1968, est un ancien gardien de but ghanéen des années 1980 et 1990. 

## Biographie
En tant que gardien de but, Abubakari Damba a connu une sélection non-officielle avec le Ghana dans le cadre dua Tournoi international Fajr 1986 (en) contre l'Iran B, s'inclinant trois buts à zéro. Sélectionné dans la liste des joueurs qui participent à la CAN 1992, il ne joue aucun match et termine finaliste du tournoi. Il faudra attendre les éliminatoires de la Coupe du monde 1994 pour voir Damba connaître ses trois des quatre sélections officielles (contre l'Algérie à deux reprises et contre le Burundi). 
Malgré sa retraite de footballeur, il reste néanmoins dans le monde du football et il est l'entraîneur des gardiens des Black Meteors (les moins de 23 ans ghanéens) en 2007 mais il est exclu pour avoir arrangé un match contre l'Iran. 
Dans le cadre d'une affaire de matchs truqués à la Coupe du monde 2006 révélé en 2008 par le Canadien Declan Hill, le nom de Abubakari Damba est cité comme celui qui a servi d'intermédiaire entre les joueurs ghanéens et les parieurs asiatiques, qui ont truqué le huitième-de-finale entre le Brésil et le Ghana (3-0).
Il a été ensuite en 2012 l’entraîneur des gardiens avec le Hearts of Oak. Et en 2020, il fait partie du comité d'organisation (Ghana Football Awards) qui attribue le titre de Footballeur ghanéen de l'année (en).